# Premios de la Sociedad Internacional de Cinéfilos 2021
La 18ª edición de los Premios de la Sociedad Internacional de Cinéfilos se celebró el 20 de febrero de 2021.

## Premios y nominaciones
La película ganadora está resaltada en dorado.

### Mejor película
| País               | Título                                                        | Director                                 |
| ------------------ | ------------------------------------------------------------- | ---------------------------------------- |
| Francia            | À l’abordage                                                  | Guillaume Brac                           |
| Portugal           | A Portuguesa                                                  | Rita Azevedo Gomes                       |
| Brasil             | Bacurau                                                       | Kleber Mendonça Filho, Juliano Dornelles |
| Rusia              | DAU. Degeneration                                             | Ilya Khrzhanovsky                        |
| República de China | Days                                                          | Tsai Ming-liang                          |
| China              | Dwelling in the Fuchun Mountains                              | Gu Xiaogang                              |
| México             | Fauna                                                         | Nicolás Pereda                           |
| Estados Unidos     | First Cow                                                     | Kelly Reichardt                          |
| Estados Unidos     | I’m Thinking of Ending Things                                 | Charlie Kaufman                          |
| México             | Identifying Features                                          | Fernanda Valadez                         |
| Francia            | If It Were Love                                               | Patric Chiha                             |
| España             | La virgen de agosto                                           | Jonás Trueba                             |
| Estados Unidos     | Lingua Franca                                                 | Isabel Sandoval                          |
| Francia            | Love Affair(s)                                                | Emmanuel Mouret                          |
| Reino Unido        | Lovers Rock                                                   | Steve McQueen                            |
| España             | Madre                                                         | Rodrigo Sorogoyen                        |
| Rumania            | Malmkrog                                                      | Cristi Puiu                              |
| Estados Unidos     | Never Rarely Sometimes Always                                 | Eliza Hittman                            |
| Estados Unidos     | Nomadland                                                     | Chloé Zhao                               |
| Estados Unidos     | Residue                                                       | Merawi Gerima                            |
| India              | The Disciple                                                  | Chaitanya Tamhane                        |
| Irán               | The Wasteland                                                 | Ahmad Bahrami                            |
| Estados Unidos     | The Works and Days (of Tayoko Shiojiri in the Shiotani Basin) | Anders Edström, C.W. Winter              |
| España             | The Year of the Discovery                                     | Luis López Carrasco                      |
| Alemania           | Undine                                                        | Christian Petzold                        |

### Resto de categorías
| Mejor director - Chloé Zhao – Nomadland - Gu Xiaogang – Dwelling in the Fuchun Mountains - Isabel Sandoval – Lingua Franca - Kelly Reichardt – First Cow - Rita Azevedo Gomes – A Portuguesa - Tsai Ming-liang – Days | Mejor actor - Aditya Modak – The Disciple - Alfredo Castro – My Tender Matador - Bartosz Bielenia – Corpus Christi - Delroy Lindo – Da 5 Bloods - James Norton – Nowhere Special - Riz Ahmed – Sound of Metal |
| Mejor actriz - Barbara Sukowa – Two of Us - Carey Mulligan – Promising Young Woman - Frances McDormand – Nomadland - Isabel Sandoval – Lingua Franca - Marta Nieto – Madre - Sidney Flanigan – Never Rarely Sometimes Always | Mejor actor de reparto - André Wilms – The Salt of Tears - Anong Houngheuangsy – Days - Édouard Sulpice – À l’abordage - Francisco Barreiro – Fauna - Paul Raci – Sound of Metal - Orion Lee – First Cow |
| Mejor actriz de reparto - Candice Bergen – Let Them All Talk - Lynn Cohen – Lingua Franca - Sônia Braga – Bacurau - Talia Ryder – Never Rarely Sometimes Always - Vasilisa Perelygina – Beanpole - Youn Yuh-jung – Minari | Mejor reparto - À l’abordage - Bacurau - Da 5 Bloods - Dwelling in the Fuchun Mountains - Lovers Rock - Malmkrog |
| Mejor guion original - À l’abordage – Guillaume Brac, Catherine Paillé - Bacurau – Kleber Mendonça Filho, Juliano Dornelles - Fauna – Nicolás Pereda - La virgen de agosto – Itsaso Arana, Jonás Trueba - Lingua Franca – Isabel Sandoval - Never Rarely Sometimes Always – Eliza Hittman | Mejor guion adaptado - A Portuguesa – Rita Azevedo Gomes - Atarrabi & Mikelats – Eugène Green - First Cow – Jonathan Raymond, Kelly Reichardt - I’m Thinking of Ending Things – Charlie Kaufman - Malmkrog – Cristi Puiu - Moffie – Oliver Hermanus, Jack Sidey                                                    |
| Mejor fotografía - A Portuguesa – Acácio de Almeida - Dwelling in the Fuchun Mountains – Deng Xu, Yu Ninghui - First Cow – Christopher Blauvelt - Lovers Rock – Shabier Kirchner - Notturno – Gianfranco Rosi - The Wild Goose Lake – Dong Jingsong | Mejor edición - Dwelling in the Fuchun Mountains – Liu Xinzhu - First Cow – Kelly Reichardt - Los conductos – Camilo Restrepo - Lovers Rock – Chris Dickens, Steve McQueen - Residue – Merawi Gerima - The Wasteland – Sara Yavari                                                                                 |
| Mejor diseño de producción - A Portuguesa – Nuno Franco - Beanpole – Sergey Ivanov - DAU. Degeneration – Denis Shibanov - First Cow – Anthony Gasparro, Lisa Ward, Vanessa Knoll - Malmkrog – Dinica Tiberiu - The Twentieth Century – Dany Boivin | Mejor banda sonora - Dwelling in the Fuchun Mountains – Dou Wei - First Cow – William Tyler - Mank – Trent Reznor, Atticus Ross - Preparations to Be Together for an Unknown Period of Time – Gábor Keresztes - Soul – Jon Batiste, Trent Reznor, Atticus Ross - The Disciple – Naren Chandavarkar, Aneesh Pradhan |
| Mejor diseño de sonido - Lovers Rock – Ronald Bailey, Paul Cotterell, James Harrison - Residue – Alex J. Bledsoe, Isiah Clarke - Sound of Metal – Nicolas Becker, Phillip Bladh, Michelle Couttolenc - Tenet – Willie D. Burton, Richard King, Kevin O’Connell, Gary A. Rizzo - The Disciple – Anirban Borthakur, Naren Chandavarkar, Anita Kushwaha - The Vast of Night – Erik Duemig, Johnny Marshall, David Rosenblad | Mejor película animada - Calamity, a Childhood of Martha Jane Cannary – Rémi Chayé - Circumstantial Pleasures – Lewis Klahr - Josep – Aurel - Soul – Pete Docter, Kemp Powers - The Wolf House – Joaquín Cociña, Cristóbal León - Wolfwalkers – Tomm Moore, Ross Stewart                                           |
| Mejor documental - City Hall – Frederick Wiseman - Collective – Alexander Nanau - My Mexican Bretzel – Nuria Giménez - The Metamorphosis of Birds – Catarina Vasconcelos - The Year of the Discovery – Luis López Carrasco - Time – Garrett Bradley | Mejor debut - Dwelling in the Fuchun Mountains – Gu Xiaogang - Identifying Features – Fernanda Valadez - Residue – Merawi Gerima - Sole – Carlo Sironi - Swallow – Carlo Mirabella-Davis - The Vast of Night – Andrew Patterson                                                                                    |